# Vorstellung und Lautbild

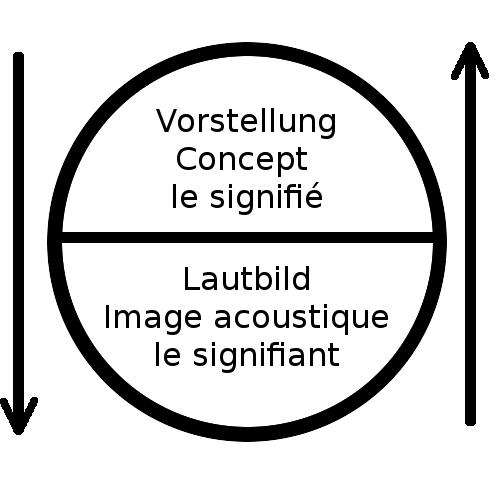
Skizze nach de Saussure: Vorstellung und Lautbild

Um die Funktionsweise des Zeichens zu erklären, führt Ferdinand de Saussure die Unterscheidung von Lautbild und Vorstellung (frz. image acoustique und concept) ein. Diese stehen in einer Bezeichnungsrelation: Das Lautbild ist ein Bezeichnendes, die Vorstellung das dadurch Bezeichnete (siehe das Bild rechts). Dementsprechend spricht man auch von Signifikant und Signifikat (frz. signifiant und signifié, lat. signans und signatum). De Saussure fasst den faktischen Zusammenhang zwischen Lautbild und Vorstellung als eine harte, unauflösliche und unbeeinflussbare Einheit auf, obzwar nach seiner Arbitraritätsthese dieser Zusammenhang erst einmal willkürlich (arbiträr) festgelegt wird. Lediglich einige wenige Onomatopoietika seien eine Ausnahme hiervon.
Vereinfacht ist der Signifikant etwas Bezeichnendes, der Signifikat etwas Bezeichnetes oder die Inhaltsseite eines Zeichens; das heißt das Vorstellungsbild – den Begriff, die Bedeutung oder den Sinn – auf welches mittels eines bestimmten Signifikanten verwiesen (referiert) wird. Die Buchstaben- oder Lautfolge (der Signifikant) wird verbunden mit der Bedeutung, dem Signifikat. Zum Beispiel: „Hut“  besteht aus der Folge von drei Buchstaben bzw. Lauten (Signifikant) und der damit verbundenen Bedeutung „Art von Kopfbedeckung“ (Signifikat).
Diese harte Dichotomisierung zwischen den beiden Hälften des Prozesses Wort hatte große Auswirkungen auf die Entwicklung der Sprachwissenschaft und war wesentlich für die Geburt des Strukturalismus, auch für die Etablierung der Semiotik/Semiologie, dies gerade auch dort, wo diese der dyadischen eine triadische Strukturierung entgegensetzte.
Gerade indem die Schnitte – wie zum Beispiel auch zwischen Diachronie und Synchronie – sehr streng geführt wurden, gelang es, klare sprachliche Strukturen aufzuzeigen, wenn nicht überhaupt erst zu schaffen. Erst damit wurde es möglich, Methoden zu entwickeln, die auf einzelne, klar definierbare Aspekte angewandt werden konnten (z. B. den Lautwandel) und verifizierbare Ergebnisse erbrachten – ähnlich wie in den Naturwissenschaften. Ferdinand de Saussure regte damit die formalisierte Sprachbeschreibung an, die bei Noam Chomsky (Syntactic Structures 1957) eine erste Einlösung fand.
Freilich gab es auch andere Vorgeschichten, die durch die bisweilen eigenwillige Art der Darbietung de Saussures und die entsprechende Rezeption bisweilen weniger Beachtung fand. Dabei spielten weniger die Sprachgrenzen von den deutschen Junggrammatikern zu de Saussure eine Rolle als die in dem angelsächsischen Raum, wo die deutschen Arbeiten weitgehend unbekannt waren. Aber es war wohl auch der gänzlich gegenläufige Stil im Vergleich zu dem von Paul Hermann, welcher die neuen Gedanken de Saussures in seinen äußerst opulenten Werken auch schon durchproblematisiert hatte. Hermann konnte sie aber nicht auf so wenige Hauptthesen und in so prägnante Bilder für die Tafel im Hörsaal bringen.
Für die etwas weitere Suche nach den Vorbildern dieser Unterscheidung kann man auf die Malerei Paul Cézannes zurückgehen, der in seinen Briefen den Wechsel seiner neuen Kunstauffassung damit erklärte, dass er nicht Bäume male, sondern Bilder. Eine Wende von einem Ausmaß, wie sie Kants kritisches Werk für die Philosophie gebracht hatte. In den exakten Wissenschaften und der Vorgeschichte der Analytischen Philosophie betrieb diese Wende Gottlob Frege, der in ähnlicher Radikalität zwischen Sinn und Bedeutung unterschied. In seiner Begriffsschrift von 1879 hatte er bereits ein mathematisch linguistisches System entwickelt das im Gegensatz zur Lautschrift stand.
De Saussures Unterscheidung hatte im 20. Jahrhundert sehr großen Einfluss auf viele Kulturbereiche und Wissenschaften.

## Quelle
- Ferdinand de Saussure, Cours de linguistique générale, éd. Payot. 1913 (postum), dt. bei de Gruyter